# Missile Hadès
Le missile Hadès est un ancien missile sol-sol nucléaire tactique (à courte portée) mobile français, démantelé depuis 1997. 
La doctrine concernant son emploi a évolué vers un rôle d'ultime avertissement, faisant officiellement de l'Hadès un « missile préstratégique », destiné à être utilisé sur le champ de bataille pour marquer le passage du « seuil nucléaire » avant d'envisager de déclencher la frappe nucléaire massive anti-cités en cas d'invasion par les forces du Pacte de Varsovie de l'Europe occidentale. Il a été conçu en 1984 en remplacement du missile Pluton, d'emploi similaire. La plus longue portée de l'Hadès permettait de maintenir les lanceurs sur le territoire national dans toutes les hypothèses d'emploi au profit de la 1re Armée française et faisait que le déclenchement du tir dépendait directement du pouvoir central et non plus par l'intermédiaire du corps d'armée. Pour cela, il a été mis en œuvre par la Force Hadès jusqu'en 1996.

## Historique
Le programme Hadès fut lancé en 1984 pour remplacer les Pluton; les premiers tests eurent lieu en 1988 avec un total de 7 tirs d'essai tous réussis, un huitième tir avec deux missiles n'a pas été autorisé. 
En 1991, à cause des changements géopolitiques en Europe et de l'opposition allemande à ce programme après la réunification (le missile était destiné à frapper sur le territoire allemand les forces du Pacte de Varsovie avant que celles-ci n'atteignissent la frontière française), le programme fut dans un premier temps réduit à 15 plates-formes de lancement et 30 missiles. Les premières plates-formes entrèrent en service en 1992 dans le 15e régiment d'artillerie, comme ressource ultime en cas de menace sérieuse, et stockées à Lunéville. 
En 1996, à la suite de l'élection de J. Chirac, la France fit évoluer son système de dissuasion nucléaire à quatre composantes (missiles stratégiques SSBS lancés des silos de la base du plateau d'Albion, missiles sol-sol mobiles pré-stratégiques Hadès, missiles aérobies lancés d'avions et missiles stratégiques MSBS lancés de sous-marins) vers un système à deux composantes basé sur les MSBS des sous-marins et les missiles aérobies des Forces aériennes stratégiques (FAS) et de l'aéronavale. 
En conséquence, les missiles Hadès furent les dernières armes nucléaires employées par l'armée de terre française et sont démantelés (le dernier le 23 juin 1997) de même que les missiles balistiques S3 et leurs installations du plateau d'Albion.

## Caractéristiques
Les 120 missiles Hadès prévus devaient être très mobiles. Une brigade d'artillerie nucléaire devait être créée pour ce système d'arme. Leurs tracteurs-érecteurs-lanceurs étaient des camions semi-remorques spéciaux, emportant chacun deux missiles côte à côte dans des conteneurs qui jouaient le rôle de système de lancement. Leur rayon d'action de 250 km fut porté à 480 km par la possibilité d'une trajectoire semi-balistique (phase de plané). Le missile est convoyé horizontalement, dressé par le camion et lancé. Le faible poids du missile permettait de le déployer aisément dans des terrains accidentés, et son faible rayon d'action était suffisant pour une utilisation sur des cibles tactiques limitées (sans permettre d'atteindre les cités d'URSS ou leurs silos à missiles ni chercher à le faire : ce n'était pas sa mission).
Le système de guidage-navigation était basé sur une plate-forme inertielle qui pouvait être programmée pour effectuer des manœuvres terminales évasives très intenses, pour empêcher son interception avant d'atteindre sa cible.